# Milk!

Logo

Milk! ist der Name eines ehemaligen Mannheimer Clubs, der als Wegbereiter von Breakbeats und damit Jungle- und Drum-and-Bass-Musik in Deutschland gilt.
Das Milk! wurde 1990 in den ehemaligen Räumen der Diskothek Valentino auf den Planken P4, 13 der Mannheimer Quadratestadt gegründet und bot für etwa 400 Gäste Platz. Überregionale Bekanntheit erlangte es ab 1992, als man sich auf Breakbeat- und Jungle-Musik konzentrierte und so von den damals in der Technoszene in Deutschland vorherrschenden elektronischen Musikstilen Techno und House abhob.
Bekannte DJs aus England begannen im Milk! ihre internationale Karriere. Das sogenannte „Milk-DJ-Team“ bestand aus den Resident-DJs Bassface Sascha und Holger Klein, später kamen weitere lokal bekannte Musiker wie DJ Jonathan und DJ Tobi dazu. Geschäftsführer des Milk! war Dirk Mantei, der um 1988/89 als Veranstalter von Acid-House-Partys in Südwestdeutschland in Erscheinung getreten war und als D-Man im musikalischen Bereich bekannt wurde. Der später als Soul- und R&B-Sänger bekannt gewordene Xavier Naidoo arbeitete bis 1992 als Türsteher im Milk! und bezeichnet dies als „eine sehr prägende und wichtige Zeit“ in seinem Leben.

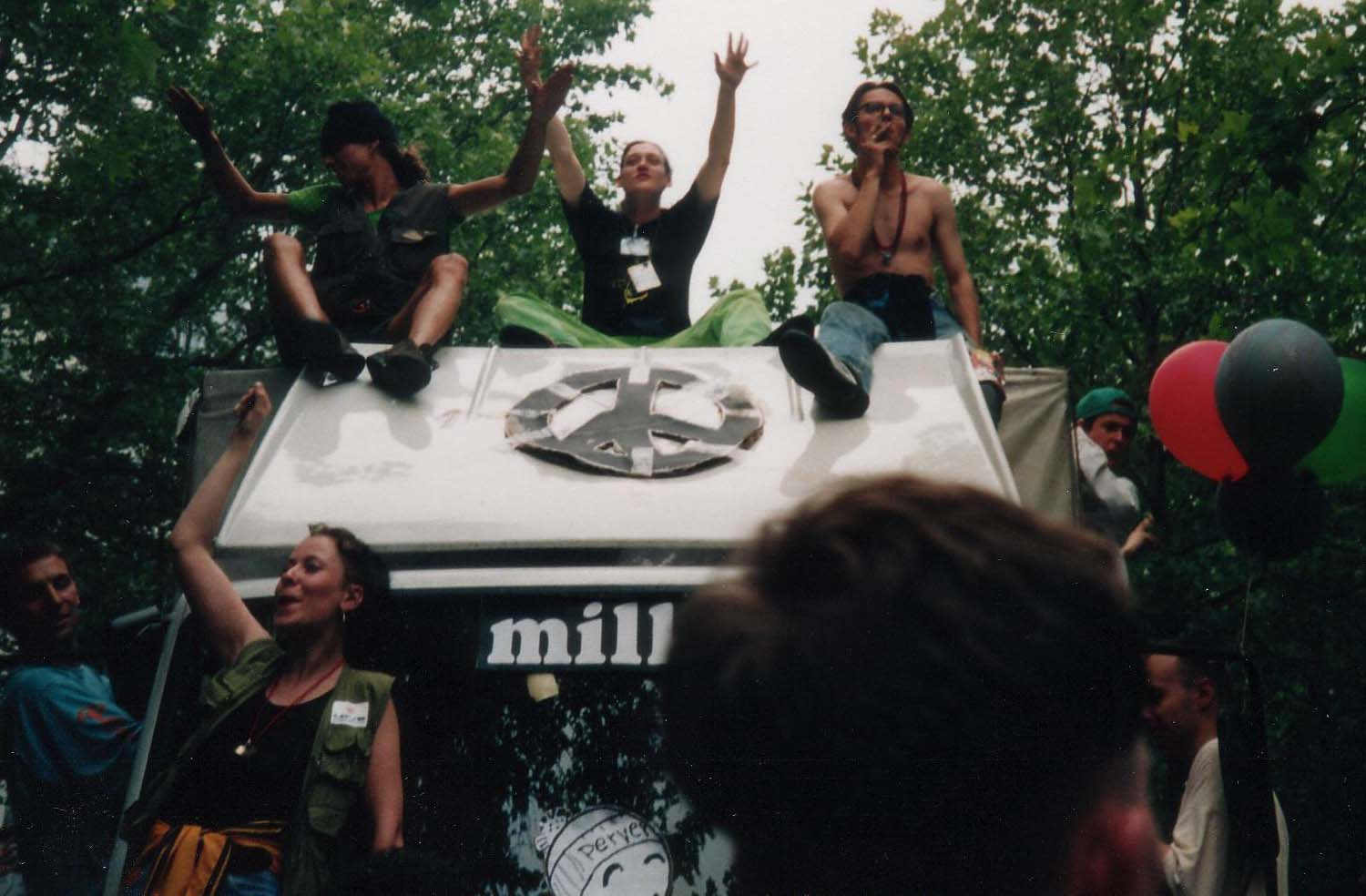
Milk!-Wagen auf der Loveparade

Das Milk! wurde 1992 von der Zeitschrift Frontpage zum Club des Jahres gewählt. Auf der Loveparade präsentierten sich der Club und die sogenannte Milk!-Posse als Love-Pirates und etablierten die Musikrichtung somit auch in Berlin, sowie im Club XS in Frankfurt am Main.
Aus dem Umfeld des Milk!-Clubs entstanden auch die Großveranstaltungen unter dem Namen Euphoria und Future, die neben der neueren Kings of the Jungle bis später die größten Jungle-Raves in Deutschland bilden. Aus dem Vibration-Club in Forst bei Bruchsal, in dem erstmals ab 1994 in Deutschland wöchentlich DJs und MCs aus Großbritannien anreisten, entstand aus einer zufälligen Überbuchung die Großveranstaltungs-Reihe Meditation.
Der Name Milk! wurde laut Frontpage in Anlehnung an den Begriff „Muttermilch“ als „Ursprung alter Lebendigkeit und Bewegung“ gewählt.